# Casquets
Les Casquets se composent d’un groupe de rochers à 13 kilomètres au nord-ouest d’Aurigny, dans les îles Anglo-Normandes. Deux hypothèses sur l’origine du nom : casquette ou cascade.

## Descriptif
Les rochers font partie d’un récif de grès consistant des îles de Burhou et d’Ortac. Victor Hugo signale le nom des différents écueils émergeant entre les Casquets et Aurigny : Sastériaux, Anfroque, Niangle, Fond du Croc, les Jumelles, la Grosse, la Clanque, les Eguillons, le Grac, la Fosse-Malière, Sauquet, Hommeau, Floreau, la Brinebetais, la Queslingue, Croquelihou, la Fourche, le Saut, Noire Pute, Coupie, Orbue. Il n’y a guère de végétation.

## Naufrages
Parmi les naufrages les plus célèbres : ceux du HMS Victory, qui a percuté les îles en 1744, et SS Stella en 1899. Dans son roman l'Homme qui rit, écrit durant son exil à Guernesey et terminé en 1868, Victor Hugo raconte dans le livre deuxième le naufrage de l'ourque biscayenne Matitudina, transportant des proscrits cherchant à quitter l'Angleterre, l'action se déroulant en 1688. Épargnés par les Casquets, les naufragés couleront entre Aurigny et Ortac.

## Phare des Casquets et navigation

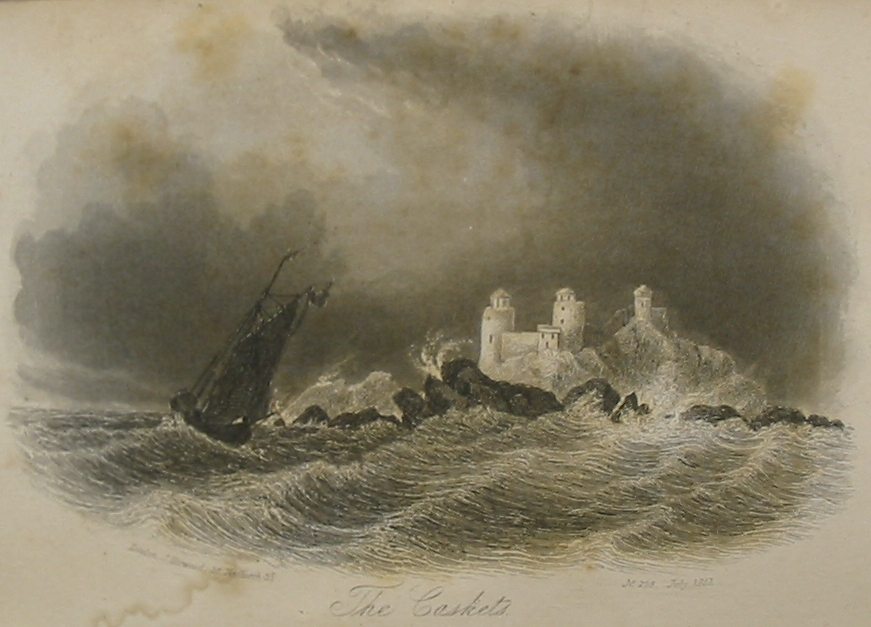
Les trois tours formant le phare des îlots des Casquets (1857).

Le premier phare fut inauguré le 30 octobre 1724. Ses trois tours étaient éclairées par des feux à charbon : Saint Peter, Saint Thomas et « Le Dungeon ». Le phare fut bâti par Thomas Le Cocq, responsable des îlots des Casquets, sous contrôle de Trinity House à Londres.
En 1954, le phare devient électrique. À présent, la lampe de la tour nord-ouest fait 37 mètres de haut et clignote 5 fois toutes les 30 secondes. Le phare est visible jusqu'à 24 milles marins. La corne de brume sur la tour sonne toutes les 6 secondes, et on l’entend à 5 km environ.
Sur la tour ouest, un héliport rudimentaire a été aménagé. En 1990, tout le mécanisme devient automatique : on le commande à partir du « Trinity House Operations Control Centre» à Harwich.
Aux abords des Casquets se trouve un dispositif de séparation du trafic, dénommé « rail des Casquets », qui est surveillé par le CROSS Jobourg.

## Histoire
Pendant la Seconde Guerre mondiale, quand les Allemands occupaient les îles Anglo-Normandes, un Commando britannique du « Small Scale Raiding Force » fit deux incursions. La première, Operation Dryad, eut lieu entre les 2 et 3 septembre 1942. Elle aboutit à la capture de sept Allemands, qui furent amenés en Angleterre comme prisonniers de guerre.